# Płaszczki słodkowodne
Płaszczki słodkowodne, płaszczki rzeczne (Potamotrygonidae) – jedyna rodzina ryb chrzęstnoszkieletowych należąca do rzędu orleniokształtnych (Myliobatiformes) występujących wyłącznie w wodach słodkich. Uzbrojone w kolec jadowy, stanowią zagrożenie dla człowieka w przypadku nieostrożnego zbliżenia lub nadepnięcia. Budzą one z tego powodu większy postrach wśród okolicznych mieszkańców, niż np. piranie lub węgorze elektryczne. Mniejsze gatunki płaszczek słodkowodnych hodowane są w akwariach.

## Pochodzenie
Płaszczki słodkowodne tworzą takson monofiletyczny. Według niepotwierdzonej teorii są one potomkami ryb ogończowatych, które żyły w dorzeczu Praamazonki, w czasach, kiedy wpływała ona jeszcze do Oceanu Spokojnego. Przez wypiętrzenie Andów zostały odcięte od swojego naturalnego środowiska i przystosowały się do życia w wodzie słodkiej. W zapisie kopalnym znane od środkowego eocenu; najstarszy znany przedstawiciel rodziny, Potamotrygon ucayalensis, żył ok. 41 mln lat temu.

## Występowanie
Płaszczki rzeczne występują wyłącznie w tropikalnych strefach Ameryki Południowej. Żyją tylko w rzekach, które mają ujścia do Oceanu Atlantyckiego oraz na Karaibach, jednak nie w rozlewiskach Rio São Francisco. Większość żyje tylko w jednym systemie rzecznym (np. Potamotrygon leopoldi). Jedynie niektóre gatunki jak Potamotrygon motoro i Potamotrygon orbignyi występują na szerszych obszarach.

## Wygląd
Płaszczki słodkowodne są najczęściej okrągłe. Te z rodzaju Paratrygon mają ciało nieznacznie wydłużone. Nie posiadają płetwy grzbietowej i ogonowej. Ogon w kształcie pejcza zakończony jest kolcem jadowym. Kolec ten jest narostem pochodzenia skórnego i znajduje się na grzbietowej stronie ogona. W trakcie życia zużywa się, jest gubiony i odrasta co sześć do dwunastu miesięcy. Jedna płaszczka może posiadać do czterech kolców jadowych jednocześnie.
Kolor tych ryb jest najczęściej brązowy, szary lub czarny z rysunkiem barwnych kropek, plam albo pierścieni. Osiągają one w zależności od gatunku średnicę od 25 cm (Potamotrygon schuhmacheri) do 100 cm (Potamotrygon motoro'').

## Rozmnażanie
Płaszczki słodkowodne, jak większość płaszczek, są rybami jajożyworodnymi, u których następuje zapłodnienie wewnętrzne. Najczęściej rodzą się dwa do siedmiu młodych, rzadziej nawet do dwunastu.

## Klasyfikacja
Podrodziny zaliczane do tej rodziny:
- Styracurinae Carvalho, Loboda & da Silva, 2016
- Potamotrygoninae Garman, 1877